# CA Lanús
Club Atlético Lanús is een Argentijnse voetbalclub uit Lanús in de provincie Buenos Aires. De club speelt in de Primera División en CA Lanús heeft als thuisstadion het Estadio Ciudad de Lanús - Néstor Díaz Pérez.

## Geschiedenis
CA Lanús werd opgericht op 3 januari 1915. Sinds 1993 speelt de club in de hoogste Argentijnse divisie. In de jaren daarvoor speelde CA Lanús afwisselend seizoenen in de Primera División (1931-1949, 1951-1961, 1965-1970, 1972, 1977, 1991) en de Segunda División. Van 1979 tot 1981 was de club actief in de Tercera División). Onder coach Héctor Cúper won CA Lanús in 1996 de Copa CONMEBOL, de Zuid-Amerikaanse tegenhanger van de UEFA Cup. De bekendste spelers destijds waren doelman Carlos Roa en middenvelder Ariel Ibagaza. Cúper werd in 1997 aangesteld als coach van het Spaanse RCD Mallorca en hij nam Roa en Ibagaza mee naar de club. Sinds het vertrek van dit drietal won CA Lanús lange tijd geen prijzen meer. In 2007 won de club echter voor het eerst in de historie de Argentijnse landstitel. In 2013 werd de tweede Zuid-Amerikaanse clubprijs gewonnen, namelijk de Copa Sudamericana. In 2016 werd voor de tweede keer in de clubhistorie de landstitel gewonnen en werd in hetzelfde jaar de Supercopa Argentina gewonnen.

## Erelijst
- Primera División

2007 Apertura, 2016
- Primera B Metropolitana

1950, 1964, 1971, 1976
- Copa del Bicentenario

2016
- Supercopa Argentina

2016
- Copa CONMEBOL

1996
- CONMEBOL Sudamericana

2013

## Bekende (oud-)spelers
- Carlos Bossio
- Mauro Camoranesi
- Denis Caniza
- Milton Coimbra
- Marcelo Elizaga
- Ariel Ibagaza
- Diego Klimowicz
- Sebastián Leto
- Daniel Quinteros
- Carlos Roa
- Oscar Ruggeri
- Gabriel Schurrer

## Bekende trainers
- Héctor Cúper